# Waldwiesenbachtal von Oberhöchstadt

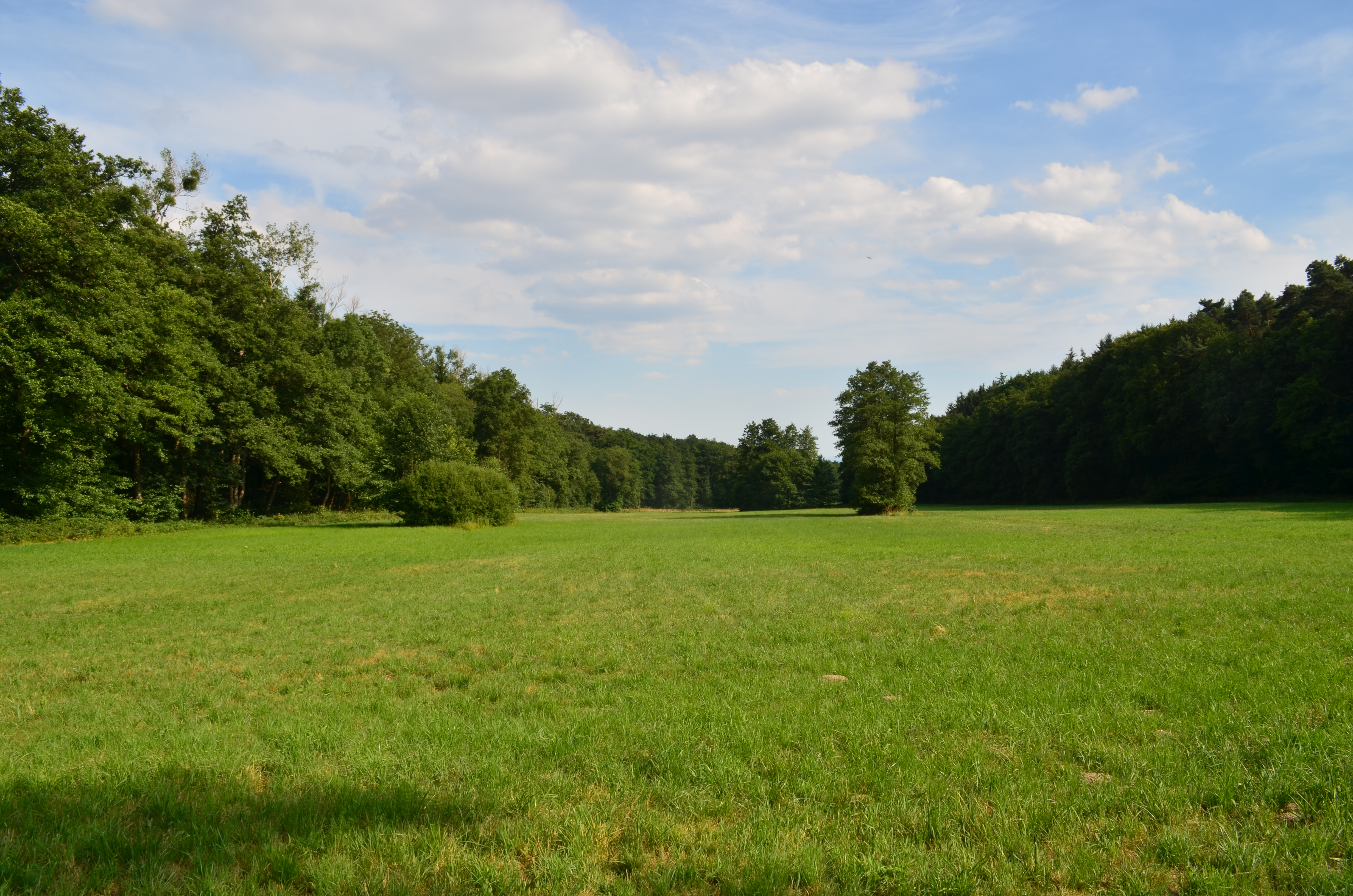
Waldwiesenbachtal von Oberhöchstadt

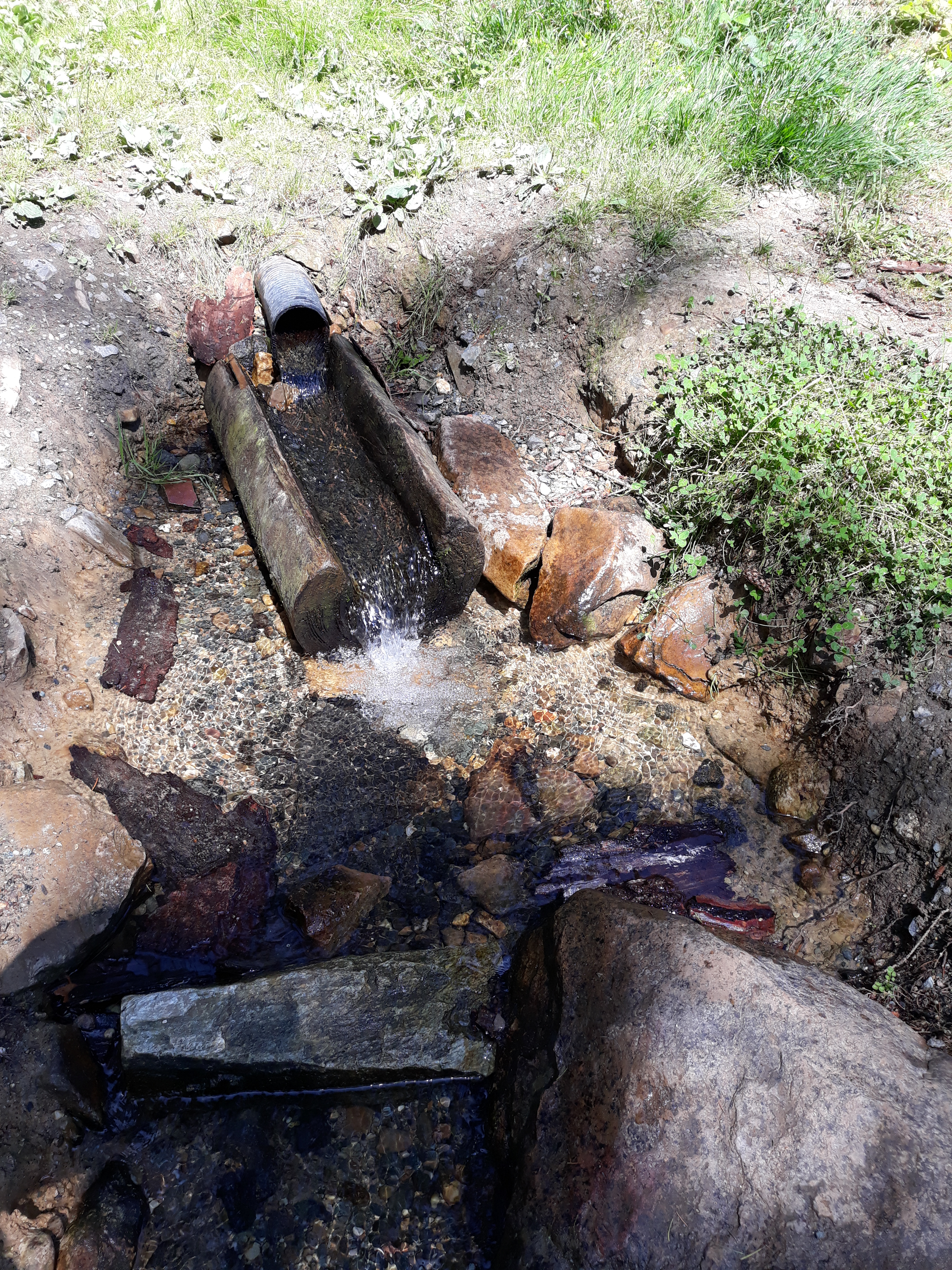
Quelle Waldwiesenbach

Das Waldwiesenbachtal von Oberhöchstadt ist ein Naturschutzgebiet in Oberhöchstadt im Hochtaunuskreis.

## Das Naturschutzgebiet
Das Naturschutzgebiet mit einer Größe von 11,11 Hektar wurde am 24. November 1989 unter Schutz gestellt. Das Naturschutzgebiet besteht aus Flächen der Flur 22 von Oberhöchstadt. Das Schutzgebiet ist ein Wiesental mit zahlreichen seltenen, zum Teil bestandsgefährdeten, Pflanzenarten. Ziel der Ausweisung des Gebietes ist die extensive Nutzung der Grünflächen zum Schutz dieser Arten. Um eine Verbuschung zu vermeiden, nimmt der Forst regelmäßig Rückschnitte der Erlen und anderer Laubbäume vor.